# Un'avventura spaziale - Un film dei Looney Tunes
Un'avventura spaziale - Un film dei Looney Tunes (The Day the Earth Blew Up: A Looney Tunes Movie) è un film d'animazione del 2024 co-scritto e diretto da Peter Browngardt, al suo debutto alla regia.
Basato sulla serie animata Looney Tunes Cartoons e con protagonisti Daffy Duck e Porky Pig, prodotto da Warner Bros. Animation, è il primo lungometraggio originale completamente animato del franchise dei Looney Tunes ad uscire nelle sale cinematografiche (tutti i precedenti erano di montaggio o in tecnica mista).

## Trama
Una notte, uno scienziato scopre tramite un telescopio che alla Terra si stanno avvicinando un asteroide e un UFO. Cerca di indagare seguendo l'atterraggio del velivolo non identificato, ma resta colpito da qualcosa.
Daffy Duck e Porky Pig sono rispettivamente un'anatra lunatica e un maialino timido che, rimasti soli fin da piccoli, sono stati adottati e cresciuti da Fattore Jim; prima di morire, quest'ultimo affida loro la casa in cui vivono e raccomanda ai due di rimanere sempre insieme.
Anni dopo, Daffy e Porky continuano a occuparsi dell'ormai fatiscente abitazione, finché un giorno, durante un'ispezione, la residenza viene considerata inagibile a causa di un enorme buco nel tetto (a loro insaputa causato dall'atterraggio dell'astronave). I due devono riparare il tetto entro dieci giorni, altrimenti la casa verrà demolita. Daffy e Porky cercano di svolgere vari lavori per racimolare il denaro necessario, ma vengono sempre licenziati, principalmente a causa delle stramberie di Daffy.
A due giorni dalla scadenza, i due si trovano in una tavola calda quando stringono amicizia con Petunia Pig, un'eccentrica maialina ossessionata all'idea di trovare il gusto perfetto per una gomma da masticare, di cui subito Porky si invaghisce. Petunia propone ai due un posto di lavoro nella fabbrica di gomme in cui lei è impiegata e loro accettano. 
Il giorno dopo, Daffy e Porky iniziano con successo il nuovo lavoro, finché Daffy non si accorge dello strano comportamento dello scienziato, il quale è giunto fin lì in un visibile stato alterato, essendo controllato mentalmente dall'alieno alla guida dell'astronave. Lo scienziato versa una strana sostanza nel composto di una nuova gomma prossima al lancio, che viene distribuita in tutto il mondo. Daffy cerca di avvertire Porky, ma non viene creduto; successivamente, realizza che chiunque mastichi la nuova gomma viene controllato mentalmente dall'alieno. Preso dal panico, interrompe una celebrazione cittadina tenuta dal sindaco per avvisare tutti del pericolo, ma nessuno gli crede.
Daffy, accompagnato da Porky, convince Petunia ad analizzare un campione della nuova gomma, rivelando la sua componente extraterrestre. L'alieno inizia quindi a aizzare contro i tre tutti i cittadini ormai sotto il suo controllo, vedendoli come una minaccia per il suo piano. Petunia, Daffy e Porky escogitano un piano per salvare i cittadini: spingerli a sputare la gomma grazie a un aroma disgustoso e poi distruggere con un lanciafiamme le gomme aliene. Temendo che Daffy possa rovinare tutto con la sua stravaganza, Porky si inventa una scusa per farlo rimanere in casa; tuttavia, Daffy interviene comunque e accidentalmente distrugge le armi con cui potevano tenere a bada le persone mentalmente corrotte. Nell'inseguimento che ne segue, Petunia cade nel controllo della gomma e la casa di Daffy e Porky viene distrutta.
Daffy e Porky, catturati dalla corrotta Petunia, vengono portati sull'astronave dell'alieno, dove litigano pesantemente e si accusano a vicenda di quanto accaduto. Tutte le persone corrotte, su istigazione dell'alieno, usano le gomme che stanno masticando per creare delle bolle che fluttuano in cielo e creano una sorta di bolla attorno alla Terra. Nel frattempo, Daffy e Porky si chiedono scusa e si riappacificano, dopodiché riescono a liberare sé stessi dalla prigionia e Petunia e lo scienziato dal controllo mentale.
I tre fanno scoppiare la bolla intorno al pianeta, apparentemente salvandola. L'alieno rivela però di non essere venuto a distruggere la Terra, ma a salvarla, in quanto si tratta dell'unico pianeta nell'universo dove producono il bubble tea: la schermata protettiva di gomma intorno al globo avrebbe dovuto proteggerlo dall'asteroide avvistato in precedenza dallo scienziato, che si sta avvicinando sempre di più. Il gruppo ha l'idea di usare una gomma precedentemente inventata da Petunia, che esplode se masticata, per distruggere l'asteroide dall'interno. Daffy, Porky e Petunia si recano dentro il meteorite e piazzano al suo interno le gomme. Porky incita Daffy a dare libero sfogo alla sua pazzia, accettandolo per quello che é, causando così un crollo che innesca l'esplosione. I tre si danno alla fuga, ma Daffy rimane bloccato dalla gomma sul meteorite e Porky decide di rimanergli accanto, ricordando le parole di Fattore Jim ("Purché rimaniate sempre insieme, andrá tutto bene").
La meteora esplode con successo, salvando la Terra dall'apocalisse. Daffy e Porky sopravvivono miracolosamente atterrando sul suolo, dove Porky si ricongiunge con Petunia. Si scopre che l'ingrediente mancante per la gomma tanto ricercato da Petunia era "minerale da meteorite". Daffy e Porky piangono la perdita della loro casa, ma lo spirito di Fattore Jim appare davanti a loro per rivelare che la foto di famiglia salvata da Porky in precedenza conteneva un'assicurazione per la casa, così che loro possano ricostruirla.
Dopo i titoli di coda, mentre Porky fa il suo famoso saluto "Q-q-questo è tutto, gente!", Daffy lo ferma, consigliandogli di lasciare aperto il finale, nel caso di un eventuale sequel.

## Produzione
Inizialmente la Warner Bros. aveva prodotto il film per la televisione, da trasmettere su Cartoon Network e poi pubblicare in streaming su Max. Tuttavia, dopo la fusione che ha portato alla formazione di Warner Bros. Discovery, l'uscita in TV è stata cancellata e i diritti di distribuzione sono stati venduti a GFM Animation, che ha optato per farlo uscire al cinema siglando accordi con partner mondiali.

## Distribuzione
Il film è uscito nelle sale italiane il 7 novembre 2024, distribuito da Lucky Red, e in quelle statunitensi il 14 marzo 2025, distribuito da Ketchup Entertainment.

## Accoglienza

### Incassi
Costato 15 milioni di dollari, il film ne ha incassati poco più di 15,1 milioni, di cui poco più di 8,8 in Nord America.